# 무조건 수렴
함수해석학에서 무조건 수렴(無條件收斂, 영어: unconditional convergence)은 급수가 더하는 순서와 무관하게 수렴하는 성질이다. 실수항 또는 복소수항 급수의 경우 무조건 수렴은 절대 수렴과 동치이다.

## 정의
위상체 {\displaystyle K} 및 하우스도르프 {\displaystyle K}-위상 벡터 공간 {\displaystyle V}이 주어졌다고 하자. 점렬 {\displaystyle (v_{i})_{i=0}^{\infty }\subseteq V}에 대하여, 다음 두 조건이 서로 동치이며, 이 경우 급수 {\displaystyle \textstyle \sum _{i=0}^{\infty }v_{i}}가 무조건 수렴한다고 한다.:120, §III, Exercise 23, (ii)
- 임의의 순열 {\displaystyle \sigma \in \operatorname {Sym} (\mathbb {N} )}에 대하여, {\displaystyle \textstyle \sum _{i=0}^{\infty }v_{\sigma (i)}}는 수렴한다.
- 다음 조건을 만족시키는 {\displaystyle s\in V}가 존재한다.
  - 임의의 0의 근방 {\displaystyle U}에 대하여, 다음을 만족시키는 자연수 {\displaystyle N_{U}\in \mathbb {N} }가 존재한다.{\displaystyle \sum _{i\in J}v_{i}\in s+U\qquad \forall J\in \{J\subseteq \mathbb {N} \colon |J|<\aleph _{0},\;\{0,\dots ,N_{\epsilon ,\nu }\}\subseteq J\}}

무조건 수렴 급수는 자명하게 수렴한다. 무조건 수렴하지 않는 수렴 급수를 조건 수렴(條件收斂, 영어: conditional convergence)한다고 한다.
증명 (서로 다른 정의의 동치):
무조건 수렴 급수 {\displaystyle \textstyle \sum _{i=0}^{\infty }v_{i}}의 합이 순열과 무관하게 같음을 보이는 것으로 충분하다. 귀류법을 사용하여, {\displaystyle \textstyle \sum _{i=0}^{\infty }v_{i}=s}, {\displaystyle \textstyle \sum _{i=0}^{\infty }v_{\sigma (i)}=s'}, {\displaystyle s\neq s'}인 {\displaystyle s,s'\in V} 및 순열 {\displaystyle \sigma \in \operatorname {Sym} (\mathbb {N} )}이 존재한다고 가정하자. 그렇다면, {\displaystyle f(s)\neq f(s')}인 연속 쌍대 공간 원소 {\displaystyle f\in V^{*}}를 취할 수 있다. 그렇다면, 실수항 급수 {\displaystyle \textstyle \sum _{i=0}^{\infty }f(v_{i})}는 절대 수렴하지 않는다 (이는 순열 {\displaystyle \sigma }을 가하였을 때 다른 합으로 수렴하기 때문이다). 리만 재배열 정리에 따라, {\displaystyle \textstyle \sum _{i=0}^{\infty }f(v_{\tau (i)})}가 발산하게 되는 순열 {\displaystyle \tau \in \operatorname {Sym} (\mathbb {N} )}이 존재하며, 이 경우 {\displaystyle \textstyle \sum _{i=0}^{\infty }v_{\tau (i)}} 역시 발산하게 된다. 이는 모순이다.
실수체 또는 복소수체 {\displaystyle K\in \{\mathbb {R} ,\mathbb {C} \}} 및 하우스도르프 {\displaystyle K}-국소 볼록 공간 {\displaystyle V}의 경우, 점렬 {\displaystyle (v_{i})_{i=0}^{\infty }\subseteq V}에 대하여, 다음 두 조건이 서로 동치이다.:143, §2.10(ii)
- {\displaystyle \textstyle \sum _{i=0}^{\infty }v_{i}}는 무조건 수렴한다.
- 다음 조건을 만족시키는 {\displaystyle s\in V}가 존재한다.
  - 임의의 연속 반노름 {\displaystyle \nu \colon V\to [0,\infty )} 및 양의 실수 {\displaystyle \epsilon \in \mathbb {R} ^{+}}에 대하여, 다음을 만족시키는 자연수 {\displaystyle N_{\epsilon ,\nu }\in \mathbb {N} }가 존재한다.{\displaystyle \nu \left(s-\sum _{i\in J}v_{i}\right)<\epsilon \qquad \forall J\in \{J\subseteq \mathbb {N} \colon |J|<\aleph _{0},\;\{0,\dots ,N_{\epsilon ,\nu }\}\subseteq J\}}

실수체 또는 복소수체 {\displaystyle K\in \{\mathbb {R} ,\mathbb {C} \}} 및 {\displaystyle K}-바나흐 공간 {\displaystyle (V,\Vert \cdot \Vert )}의 경우, 점렬 {\displaystyle (v_{i})_{i=0}^{\infty }\subseteq V}에 대하여, 다음 세 조건이 서로 동치이다.:10, §1.3, Theorem 1.3.2
- {\displaystyle \textstyle \sum _{i=0}^{\infty }v_{i}}는 무조건 수렴한다.
- 임의의 순증가 자연수열 {\displaystyle i_{0}<i_{1}<i_{2}<\cdots }에 대하여, {\displaystyle \textstyle \sum _{j=0}^{\infty }v_{i_{j}}}는 수렴한다.
- (완전 수렴, 영어: perfect convergence) 임의의 {\displaystyle \lambda _{0},\lambda _{1},\dots \in \mathbb {\{} {-1},1\}}에 대하여, {\displaystyle \textstyle \sum _{i=0}^{\infty }\lambda _{i}v_{i}}는 수렴한다.

### 절대 수렴
실수체 또는 복소수체 {\displaystyle K\in \{\mathbb {R} ,\mathbb {C} \}} 및 하우스도르프 {\displaystyle K}-국소 볼록 공간 {\displaystyle V}이 주어졌다고 하자. 점렬 {\displaystyle (v_{i})_{i=0}^{\infty }\subseteq V}이 다음 조건을 만족시킨다면, 급수 {\displaystyle \textstyle \sum _{i=0}^{\infty }v_{i}}가 절대 수렴한다고 한다.:120, §III, Exercise 23, (iii)
- 임의의 연속 반노름 {\displaystyle \nu \colon V\to [0,\infty )}에 대하여, {\displaystyle \textstyle \sum _{i=0}^{\infty }\nu (v_{i})<\infty }

실수체 또는 복소수체 {\displaystyle K\in \{\mathbb {R} ,\mathbb {C} \}} 및 {\displaystyle K}-노름 공간 {\displaystyle (V,\Vert \cdot \Vert )}의 경우, 점렬 {\displaystyle (v_{i})_{i=0}^{\infty }\subseteq V}에 대하여, 다음 두 조건이 서로 동치이다.
- {\displaystyle \textstyle \sum _{i=0}^{\infty }v_{i}}는 무조건 수렴한다.
- {\displaystyle \textstyle \sum _{i=0}^{\infty }\Vert v_{i}\Vert <\infty }

## 성질
하우스도르프 완비 국소 볼록 공간 위의 모든 절대 수렴 급수는 무조건 수렴한다.:120, §III, Exercise 23, (a) 특히, 프레셰 공간이나 바나흐 공간 위의 절대 수렴 급수는 무조건 수렴한다. 유한 차원 하우스도르프 국소 볼록 공간 위의 모든 무조건 수렴 급수는 절대 수렴한다.:120, §III, Exercise 23, (b)
위상체 {\displaystyle K} 및 하우스도르프 완비 {\displaystyle K}-위상 벡터 공간 {\displaystyle V}의 경우, 점렬 {\displaystyle (v_{i})_{i=0}^{\infty }\subseteq V}에 대하여, 다음 두 조건이 서로 동치이다.:120, §III, Exercise 23, (a)
- {\displaystyle \textstyle \sum _{i=0}^{\infty }v_{i}}는 무조건 수렴한다.
- 임의의 0의 근방 {\displaystyle U}에 대하여, 다음 조건을 만족시키는 자연수 {\displaystyle N_{U}\in \mathbb {N} }가 존재한다. {\displaystyle \sum _{i\in J}v_{i}\in U\qquad \forall J\in \{J\subseteq \mathbb {N} \colon |J|<\aleph _{0},\;J\cap \{0,\dots ,N_{U}\}=\varnothing \}}

### 프레셰 공간 위의 무조건 수렴
프레셰 공간에 대하여, 다음 두 조건이 서로 동치이다.:138, §2.9, Theorem 2.9.14:184, §IV.10, (10.7), Corollary 2
- 모든 무조건 수렴 급수는 절대 수렴한다.
- 핵공간(영어: nuclear space)이다.

### 바나흐 공간 위의 무조건 수렴
노름 공간에 대하여, 다음 두 조건이 서로 동치이다.:8, §1.2, Theorem 1.2.2; 8, §1.2, Exercise 1.2.1
- 모든 절대 수렴 급수는 무조건 수렴한다.
- 모든 절대 수렴 급수는 수렴한다.
- 바나흐 공간이다.

증명:
첫 번째와 두 번째 조건의 동치는 자명하다.
두 번째 조건 ⇒ 세 번째 조건: {\displaystyle K}-바나흐 공간 {\displaystyle (V,\Vert \cdot \Vert )} 위의 급수 {\displaystyle \textstyle \sum _{i=0}^{\infty }v_{i}} ({\displaystyle v_{i}\in V})가 절대 수렴한다고 하자. 그렇다면, {\displaystyle \textstyle \sum _{i=0}^{\infty }\Vert v_{i}\Vert }의 부분합은 코시 점렬이므로, 임의의 양의 실수 {\displaystyle \epsilon \in \mathbb {R} ^{+}}에 대하여, 다음 조건을 만족시키는 자연수 {\displaystyle N_{\epsilon }\in \mathbb {N} }가 존재한다.
{\displaystyle \epsilon >\sum _{i=m+1}^{n}\Vert v_{i}\Vert \geq \left\Vert \sum _{i=m+1}^{n}v_{i}\right\Vert \qquad \forall m,n\geq N_{\epsilon }}
따라서 원래 급수 {\displaystyle \textstyle \sum _{i=0}^{\infty }v_{i}}의 부분합 역시 코시 점렬이며, {\displaystyle \textstyle \sum _{i=0}^{\infty }v_{i}}은 수렴한다.
세 번째 조건 ⇒ 두 번째 조건: {\displaystyle K}-노름 공간 {\displaystyle (V,\Vert \cdot \Vert )} 위의 모든 절대 수렴 급수가 수렴한다고 가정하자. {\displaystyle (v_{i})_{i=0}^{\infty }}가 임의의 코시 점렬이라고 하자. 그렇다면, 다음 조건을 만족시키는 자연수열 {\displaystyle i_{0}<i_{1}<i_{2}<\cdots }이 존재한다.
{\displaystyle \Vert v_{m}-v_{n}\Vert <{\frac {1}{2^{j}}}\qquad \forall m,n\geq i_{j},\;j\in \mathbb {N} }
특히
{\displaystyle \Vert v_{i_{j+1}}-v_{i_{j}}\Vert <{\frac {1}{2^{j}}}\qquad \forall k\in \mathbb {N} }
이므로, {\displaystyle \textstyle \sum _{j=0}^{\infty }\Vert v_{i_{j+1}}-v_{i_{j}}\Vert <\infty }이다. 가정에 따라, {\displaystyle \textstyle \sum _{j=0}^{\infty }(v_{i_{j+1}}-v_{i_{j}})}는 수렴한다. {\displaystyle (v_{i})_{i=0}^{\infty }}은 수렴 부분 점렬 {\displaystyle (v_{i_{j}})_{j=0}^{\infty }}을 갖는 코시 점렬이므로, 자기 자신 역시 수렴한다.
바나흐 공간에 대하여, 다음 세 조건이 서로 동치이다 (드보레츠키-로저스 정리, 영어: Dvoretzky–Rogers theorem).:138, §2.9, Theorem 2.9.15:48, §4.1, Theorem 4.1.1:184, §IV.10, (10.7), Corollary 3
- 모든 무조건 수렴 급수는 절대 수렴한다.
- 유한 차원이다.

이에 따라, 임의의 무한 차원 바나흐 공간은 절대 수렴하지 않는 무조건 수렴 급수를 가진다.

### 실수항 또는 복소수항 급수의 무조건 수렴
(실수체와 복소수체는 유한 차원 바나흐 공간이므로,) 실수항 또는 복소수항 급수에 대하여, 무조건 수렴은 절대 수렴과 동치이다. 이에 따라 실수항 또는 복소수항 조건 수렴 급수는 적절한 순열을 가하여 발산 급수로 만들 수 있다. 리만 재배열 정리에 따르면, 모든 실수항 조건 수렴 급수는 적절한 순열을 가하여 임의의 확장된 실수로 수렴하도록 만들 수 있다. 이는 복소수항 급수에 대해서는 성립하지 않는다.
임의의 자연수 집합 {\displaystyle A\subseteq \mathbb {N} }에 대하여,
{\displaystyle N(A)=\min \left\{|J|\colon A=\bigcup _{(i,j)\in J}\{i,i+1,\dots ,j-1,j\},\;J\subseteq \mathbb {N} ^{2}\right\}\in \mathbb {N} \cup \{\infty \}}
라고 하자.
임의의 순열 {\displaystyle \sigma \in \operatorname {Sym} (\mathbb {N} )}에 대하여, 다음 두 조건이 서로 동치이다 (이 조건을 ㈀이라고 하자).
- {\displaystyle \textstyle \sum _{i=0}^{\infty }v_{i}}가 수렴하며, {\displaystyle \textstyle \sum _{i=0}^{\infty }v_{\sigma (i)}}는 발산하게 되는 실수열 {\displaystyle (v_{i})_{i=0}^{\infty }\subseteq \mathbb {R} }이 존재한다.
- {\displaystyle \textstyle \sup _{i,j\in \mathbb {N} }N(\sigma ^{-1}(\{i,i+1,\dots ,j-1,j\}))=\infty }

임의의 순열 {\displaystyle \sigma \in \operatorname {Sym} (\mathbb {N} )}에 대하여, 다음 두 조건이 서로 동치이다 (이 조건을 ㈁이라고 하자).
- {\displaystyle \textstyle \sum _{i=0}^{\infty }v_{i}}와 {\displaystyle \textstyle \sum _{i=0}^{\infty }v_{\sigma (i)}}가 수렴하며, {\displaystyle \textstyle \sum _{i=0}^{\infty }v_{\sigma (i)}\neq \sum _{i=0}^{\infty }v_{i}}이게 되는 실수열 {\displaystyle (v_{i})_{i=0}^{\infty }\subseteq \mathbb {R} }이 존재한다.
- {\displaystyle \textstyle \lim _{i\to \infty }N(\sigma ^{-1}(\{0,1,\dots ,i\})=\infty }

특히, ㈁ 조건은 ㈀ 조건을 함의한다.

## 예
르베그 공간 {\displaystyle V=\ell ^{2}(\mathbb {R} )} 위의 다음과 같은 점렬 {\displaystyle (v_{i})_{i=1}^{\infty }}을 생각하자.
{\displaystyle v_{i}=(\underbrace {0,\dots ,0,i^{-1}} _{i},0,\dots )\in \ell ^{2}(\mathbb {K} )}
그렇다면, 급수 {\displaystyle \textstyle \sum _{i=1}^{\infty }v_{i}}는
{\displaystyle s=(1,2^{-1},3^{-1},\dots )\in \ell ^{2}(\mathbb {K} )}
로 무조건 수렴하지만,
{\displaystyle \sum _{i=1}^{\infty }\Vert v_{i}\Vert _{2}=\sum _{i=1}^{\infty }i^{-1}=\infty }
이므로 절대 수렴하지 않는다.